# 尼古拉·魯賓斯坦
尼古拉·格里戈里耶維奇·魯賓斯坦（俄语：Никола́й Григо́рьевич Рубинште́йн，1835年6月2日—1881年3月23日），俄羅斯鋼琴家及作曲家。他是安東·魯賓斯坦的弟弟，也是彼得·伊里奇·柴可夫斯基的好友。
尼古拉·魯賓斯坦出生於莫斯科的一個猶太家庭中，父親當時開了一家小工廠，小時候跟隨著母親學鋼琴，大一點時，則與他哥哥一樣受教於亞歷山大·維洛營（Alexander Villoing）。在1840年代時，他與他哥哥被母親帶往柏林，受教於Siegfried Dehn，並因此受到孟德爾頌與邁耶貝爾的賞識與資助。1866年9月1日，他成為了莫斯科音樂學院的創辦人。在當時，他被認為是同時代最偉大的鋼琴家之一，直到近來才被他哥哥安東的光環逐漸掩蓋。儘管如此，他的鋼琴演奏與安東狂放式的演奏風格有很大的不同；尼古拉較堅持古典主義的演奏風格，類似於克拉拉·舒曼，而與李斯特·費倫茨差別較大。
在莫斯科任職期間，他曾邀請柴可夫斯基為他寫了著名的《第一號鋼琴協奏曲》。根據柴可夫斯基的信件描述，魯賓斯坦對於這首作品印象不佳，並希望他重寫，但他拒絕了。因此最後這首作品由鋼琴家漢斯·馮·彪羅做了世界首演。儘管如此，在魯賓斯坦於巴黎去世之後，柴可夫斯基為紀念他而寫了《a小調鋼琴三重奏》。
尼古拉·魯賓斯坦在作曲方面也有不錯的成就。他最著名的作品為《g小調塔朗泰拉》以及《舒曼主題幻想曲》，皆為鋼琴獨奏。

## 外部連結
- Note Regarding Dedication of Tchaikovsky's 1st Symphony to Rubinstein
- L.A Philharmonic reference to Rubinstein and Tchaikovsky's String quartet No. 1